# مات زيمرمان
مات زيمرمان (26 ديسمبر 1934 - 9 يونيو 2022)، هو ممثل كندي، ولد في غريتر سودبوري في كندا.

## أعمال

### أفلام
- (1968) طائر الرعد 6

## وصلات خارجية
- مات زيمرمان على موقع IMDb (الإنجليزية)
- مات زيمرمان على موقع ميوزك برينز (الإنجليزية)
- مات زيمرمان على موقع قاعدة بيانات الفيلم (الإنجليزية)